# Shy Boy (EP Secret)
Shy Boy è il primo EP giapponese del gruppo musicale sudcoreano Secret, pubblicato nel 2011 dall'etichetta discografica Sony Music Associated Records.

## Il disco
Tutte le canzoni sono remake di canzoni coreane del gruppo, tra cui "Shy Boy" e "Starlight Moonlight", ribattezzata "Christmas Magic". L'uscita dell'EP fu annunciata il 28 agosto 2011. Il teaser di "Shy Boy" fu diffuso il 28 settembre 2011 e il suo video musicale fu rivelato l'8 ottobre 2011, mentre quello di "Christmas Magic", remake di "Starlight Moonlight", l'8 novembre 2011. L'EP fu pubblicato il 16 novembre 2011 insieme al DVD contenente i video musicali dei brani in due diverse edizioni; lo stesso giorno tennero il Shy Boy Album Release Party al BRITZ di Akasaka. Per promuovere l'EP, le Secret apparvero il 12 ottobre 2011 in uno spettacolo giapponese, Made in BS Japan. Il 22 novembre 2011 fu annunciata un'edizione natalizia dell'EP in uscita il 7 dicembre 2011.

## Tracce
1. Shy Boy (versione giapponese) – 3:39 (testo: Kang Jiwon, Kim Kibum, Junji Ishiwatari – musica: Kang Jiwon, Kim Kibum)
2. Christmas Magic (versione natalizia giapponese) – 3:59 (testo: Kang Jiwon, Kim Kibum, Junji Ishiwatari – musica: Kang Jiwon, Kim Kibum)
3. Together (versione giapponese) – 3:43
4. Don't Laugh (笑わないで) (versione giapponese) – 3:45 (testo: Im Sanghyuk, Jeon Daun, Zinger – musica: Im Sanghyuk, Jeon Daun)
5. Movie Star (versione giapponese) – 3:19
6. La La La (versione giapponese) – 3:50

Versione natalizia:
1. Christmas Magic (versione natalizia giapponese) – 3:59
2. Shy Boy (versione giapponese) – 3:39
3. Together (versione giapponese) – 3:43
4. Don't Laugh (笑わないで) (versione giapponese) – 3:45
5. Movie Star (versione giapponese) – 3:19
6. La La La (versione giapponese) – 3:50

## Formazione
- Hyoseong – voce
- Zinger – rapper, voce
- Jieun – voce
- Sunhwa – voce